# Piero Strozzi

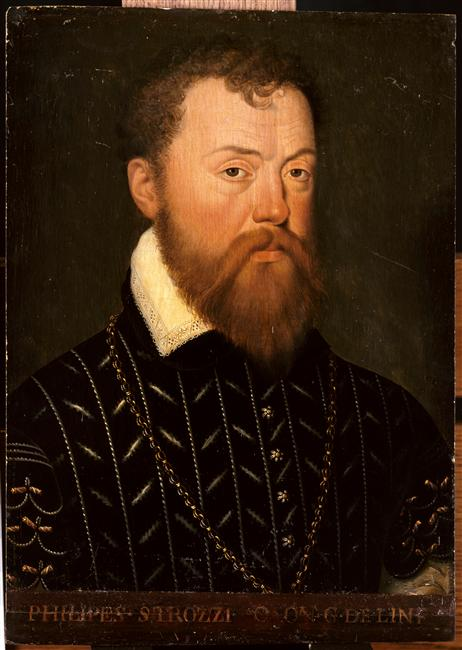
Piero Strozzi

Piero Strozzi (* 1. März 1511 in Florenz; † 20. Juni 1558 in Thionville) war ein Angehöriger der Florentiner Patrizierfamilie Strozzi und Condottiere. Sein Vater war Filippo Strozzi der Jüngere (il Giovane) (1488–1538), seine Mutter Clara de’ Medici (1493–1528), Schwester von Lorenzo di Piero de’ Medici. Sein Bruder war Leone Strozzi.

## Leben
Er studierte um 1529 in Padova und kehrte danach nach Florenz zurück. Am 1. August 1537 kämpfte (und unterlag) er an der Seite seines Vaters und seines Bruders in der Schlacht von Montemurlo. Er war seit 1539 mit Laudomia de’ Medici verheiratet, der Schwester Lorenzino de’ Medicis, und trotzdem ein heftiger Gegner der Medici, der für die Franzosen in den Italienischen Kriegen kämpfte. Am 2. August 1554 unterlagen die französischen Truppen unter seiner Führung und die verbündeten Sienenser in der Schlacht von Scannagallo bei Marciano della Chiana im Chiana-Tal (Val di Chiana) gegen Herzog Cosimo I. von Florenz. Dennoch wurde er 1555 zum Marschall von Frankreich ernannt. Er nahm 1557 an der französischen Belagerung von Calais teil und fiel 1558 bei der Belagerung von Thionville. Er soll die Truppengattung Dragoner eingeführt haben.
Er war der Vater von Filippo Strozzi. Piero Strozzi wurde in Épernay bestattet.